# Orituco pariensis
Orituco pariensis is een hooiwagen uit de familie Zalmoxioidae.